# Westing (Shetland)

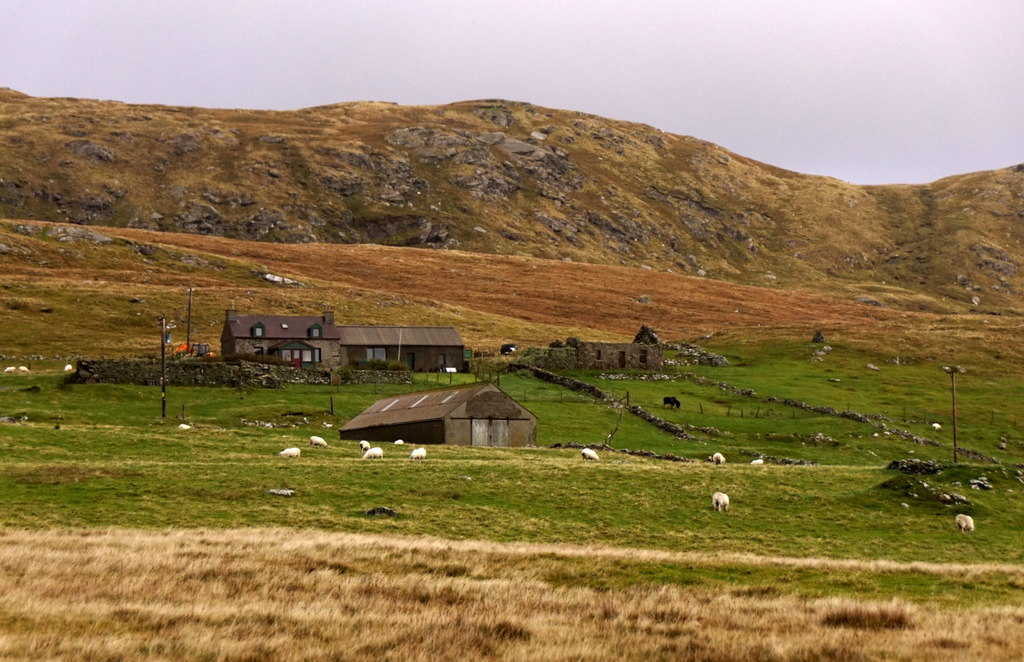
Häuser in Westing

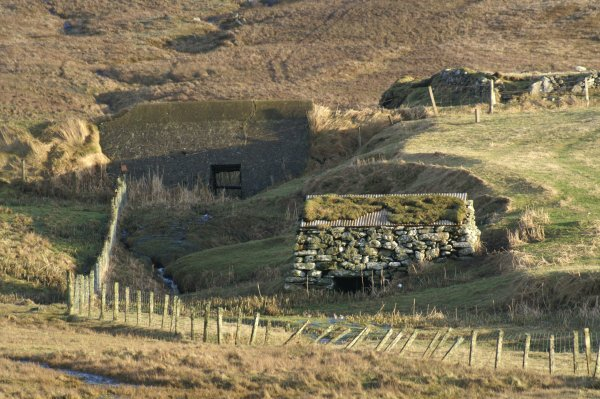
Die Wassermühle in Westing

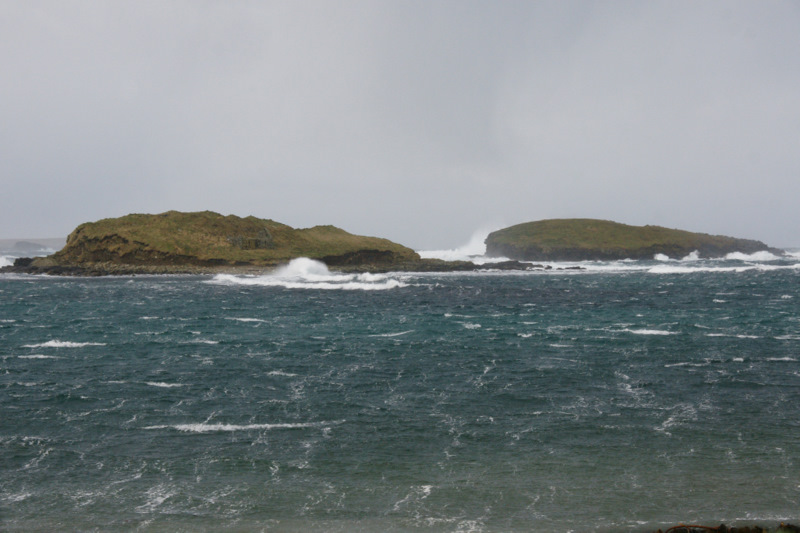
Brough und Round Holm vor Westing

Westing ist eine Ortschaft, die im Nordosten der zu Schottland zählenden Shetlands liegt.

## Geographie
Westing ist eine kleine Ortschaft, die in der Nähe der westlichen Küste der Insel Unst liegt. Sie bildet hier die Wasserstraße North Sound, an der, in der Nähe von Westing, die Ortschaft Kirkaby lag. Nach Belmont sind es fünf Kilometer in südlicher Richtung, eine Ortschaft in der Nähe ist Underhoull im Südosten.

## Historisches
Im Rahmen der historischen Gliederung Schottlands in Civil Parishes zählt Westing zu Unst. Im Ort ist die Wassermühle Kirk Knowe Mill 1971 als Listed Building der Kategorie B eingestuft worden.

## Söhne und Töchter des Ortes
- John Gray (1819–1872), britischer Kapitän